# Clara Hammerl
Clara Hammerl (Bromberg, Prússia, 15 de març del 1858 - Rufino, Argentina, 9 d'octubre del 1931) fou una mestra mallorquina vinculada a Pollença i la primera directora financera d'Espanya.
Intel·ligent i preparada, criada en el context de la petita i mitjana burgesia prussiana i educada en els valors del luteranisme, al 1887 ja impartia un curs de llengua alemanya a la Universitat de Berlín.
Es casà amb Guillem Cifre de Colonya, a qui conegué perquè n'era la professora d'alemany, i es vinculà aviat als projectes del marit. Guillem Cifre va fundar la primera escola fora de Madrid amb els postulats de la Institució Lliure d'Ensenyament el 1879, la Institució d’Ensenyament de Pollença. Oferia classes nocturnes i una educació laica, coeducativa i innovadora, on treballà Clara Hammerl. Tan sols un any després va crear la Caixa d'Estalvis de Colonya. Caixa Pollença, vinculada a aquesta institució i pensada per fomentar els estalvis entre els seus alumnes.
Aquesta breu descripció de l'entorn de Guillem Cifre és bàsica per explicar la tasca que va dur a terme Clara Hammerl, ja que, arran de la mort tràgica del seu marit per suïcidi, ella va prendre tota sola les regnes de les tasques que fins aleshores havien fet tots dos junts. S'incorporà a l'entorn krausista i institucionalista i va mantenir amistat i llarga correspondència amb Francisco Giner de los Ríos i Manuel Bartolomé Cossío, entre d'altres.
Va ser la primera dona a Espanya que era directora d'una entitat financera, la Caixa d'Estalvis de Pollença, des dels anys 1908 fins al 1916. Aquest fet va ser mal vist per la societat més conservadora de Pollença, que, a més de no acceptar el fet que fos estrangera i luterana, considerava que feia tasques impròpies d'una dona en aquella època. La seva dedicació va ser molt important, ja que, si bé la institució educativa va ser tancada per l'esclat de la Guerra Civil, l'entitat financera ha perdurat amb esforç fins avui dia.
També per fomentar l'associacionisme i creà diverses mutualitats, com ara la Societat de Socors Mutu, la Societat d'Antics Alumnes o la Cooperativa Dels Ferrers.
Va tenir quatre fills, dels quals en sobrevisqueren dos, Guillem i Antònia.

## Reconeixement i memòria
L'any 2012 l'Institut d'Ensenyament Secundari del Port de Pollença passà a anomenar-se Clara Hammerl.
El 15 de març de 2018, l'Ajuntament de Pollença va lliurar els primers Reconeixements Clara Hammerl, una distinció que té com a objectiu donar visibilitat a les dones. En la primera edició es va reconèixer la tasca de vuit mestres.
El Consell Insular de Mallorca i l'Ajuntament de Pollença han inaugurat un bust de Clara Hammerl fet per l'escultora Georgina Gamundí, a la plaça dels Seglars de Pollença, on Clara Hammerl va viure i va desenvolupar la seva activitat financera i pedagògica.